# 陳光興
陳光興（1957年—），為《台灣社會研究季刊》的成員，《亞際文化研究》刊物與《人間思想》的共同主編。曾於紐約市立大學皇后學院、國立清華大學與國立交通大學任教，現任職於國立交通大學社會與文化研究所。
陳光興早年畢業於政大實小、新北市私立辭修高級中學、輔仁大學大眾傳播系，後來先後取得艾奧瓦大學新聞及大眾傳播學院碩士和博士，目前是亞太文化研究中心負責人，在加州大學柏克萊分校、韓國延世大學、北京清華大學、新加坡國立大學、上海大學、嶺南大學擔任訪問教授。

## 研究範圍
主要為以亞洲／第三世界現代思想資源為主軸，並閱讀重要的思想者或理論家，如陳映真、阿希斯·南地、白樂晴、帕沙·查特吉、錢理群、馬穆德·曼達尼等專題，並以此分析冷戰、分斷、後/殖民等議題。

## 著作
- 《陳映真的第三世界：五十年代左翼分子的昨日今生》(2014)，香港：大家良友書局；上海：東方出版中心，2017。
- 《亞洲作為方法》(2017)，Viriya Sawangchot翻譯，曼谷。
- 《脱 帝国　方法としてのアジア》(2011)，丸川哲史譯，東京：以文社（日文）。
- Asia as Method—Toward Deimperialization(2010), Durham and London: Duke University Press.
- 《去帝國：亞洲作為方法》(2006)，台灣社會研究書系12，臺北：行人出版社。
- 《帝國之眼》(2003)，白池雲、任佑卿、宋承錫譯，漢城：創作與批評出版社（韓文）。
- 《媒體/文化批判的人民民主主逃逸路線》(1992)，戰爭機器叢刊，台北：唐山出版社。

## 外部連結
- 陳光興| Kuan-Hsing CHEN - 交通大學社會與文化研究所 （页面存档备份，存于）
- 後馬克思主義與第三世界到底意味著什麼？ （页面存档备份，存于）